# Zeiss-projector

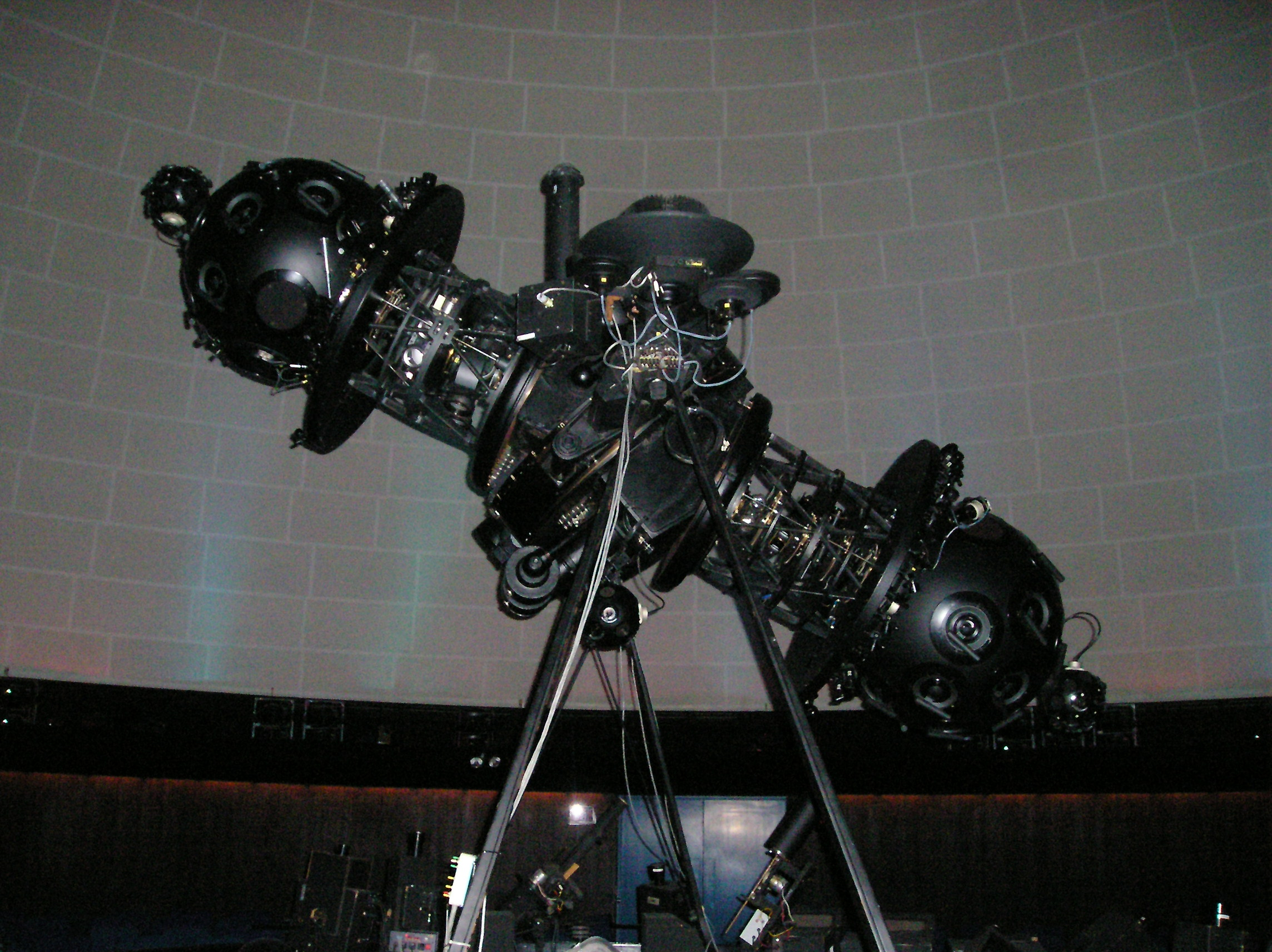
Een Model IV (1957) Zeiss-projector in het Montreal Planetarium.

Een Zeiss-projector is een projector die in planetaria gebruikt wordt. Deze projectoren bevinden zich in het midden van een donkere bolvormige ruimte waarop de hemellichamen geprojecteerd worden. Door de complexiteit en grootte kunnen deze apparaten miljoenen euro's kosten.
De eerste moderne projectoren voor planetaria werden in 1924 gebouwd door Carl Zeiss. De term 'Zeiss-projector' wordt ook gebruikt voor projectoren die niet door Carl Zeiss gebouwd zijn.